# San Casimiro (municipalité)
San Casimiro est l'une des dix-huit municipalités de l'État d'Aragua au Venezuela. Son chef-lieu est San Casimiro de Güiripa. En 2011, la population s'élève à 25 540 habitants.

## Géographie

### Subdivisions
La municipalité est divisée en quatre paroisses civiles avec, chacune à sa tête, une capitale (entre parenthèses) :
- Güiripa (Güiripa) ;
- Ollas de Caramacate (Ollas de Caramacate) ;
- San Casimiro (San Casimiro de Güiripa) ;
- Valle Morín (Valle Morín).